# فرخنده سیاه‌وزرین
فرخنده سیاه‌وزرین (نام علمی: Bangsia melanochlamys) گونه‌ای از پرندگان تیرهٔ فرخندگان (Thraupidae)و بومی کلمبیا است.
زیستگاه طبیعی آن جنگل‌های کوهستانی نمناک نیمه‌گرمسیری یا گرمسیری است. نابودی زیستگاه آن را تهدید می‌کند.